# Capo FC
El Capistrano FC, conocido también como Capo FC, es un equipo de fútbol de Estados Unidos que juega en la National Independent Soccer Association, tercera división nacional.

## Historia
Fue fundado en el año 2016 en la ciudad de San Juan Capistrano, California con la misión de desarrollar el fútbol a nivel menor en el sur de Orange County, California. Su primera temporada la jugó en la SoCal Premier League, parte de la SWPL.
En junio de 2020 el club fue aceptado en la United Premier Soccer League como parte de la Division 1 para la temporada de 2020. A causa de un retrado, el Capo debutaría en la primavera de 2021 como campeón de la SoCal South Championship. Fue ascendido a la Premier Division en el invierno de 2021 donde terminó invicto en la SoCal North Conference.
El 30 de noviembre de 2021 el club anunció que se uniría a la NISA Nation como parte de la Southwest Region.
El Capo fue anunciado como nuevo miembro de la USL League Two en diciembre de 2022, con planes de iniciar en la siguiente temporada. Temporada en la que terminó en último lugar de su división con solo una victoria en 12 partidos.
Para la temporada 2024 se unió a la National Independent Soccer Association.